# José María Canale
José María Canale Domínguez (Itauguá, Central, Paraguay; 20 de julio de 1996) es un futbolista paraguayo. Juega de defensor central y su equipo actual es el Querétaro FC de la Primera División de México.  

## Trayectoria
Debutó el 28 de mayo de 2015, en el partido que su equipo Libertad le ganó 3 a 0 al Sp. San Lorenzo (Paraguay) por la vigésimasegunda fecha del Torneo Apertura 2015, torneo en el que su equipo culminó en tercera posición.

## Clubes
| Club                         | País      | Año           |
| ---------------------------- | --------- | ------------- |
| Libertad                     | Paraguay  | 2015-2022     |
| Nacional (préstamo)          | Paraguay  | 2017          |
| Sol de América (préstamo)    | Paraguay  | 2020          |
| Newell's Old Boys (préstamo) | Argentina | 2021          |
| Godoy Cruz (préstamo)        | Argentina | 2022          |
| Lanús                        | Argentina | 2023-presente |

## Palmarés

### Títulos nacionales
| Título          | Club     | País     | Año  |
| --------------- | -------- | -------- | ---- |
| Torneo Apertura | Libertad | Paraguay | 2016 |